# Суцільний корпус

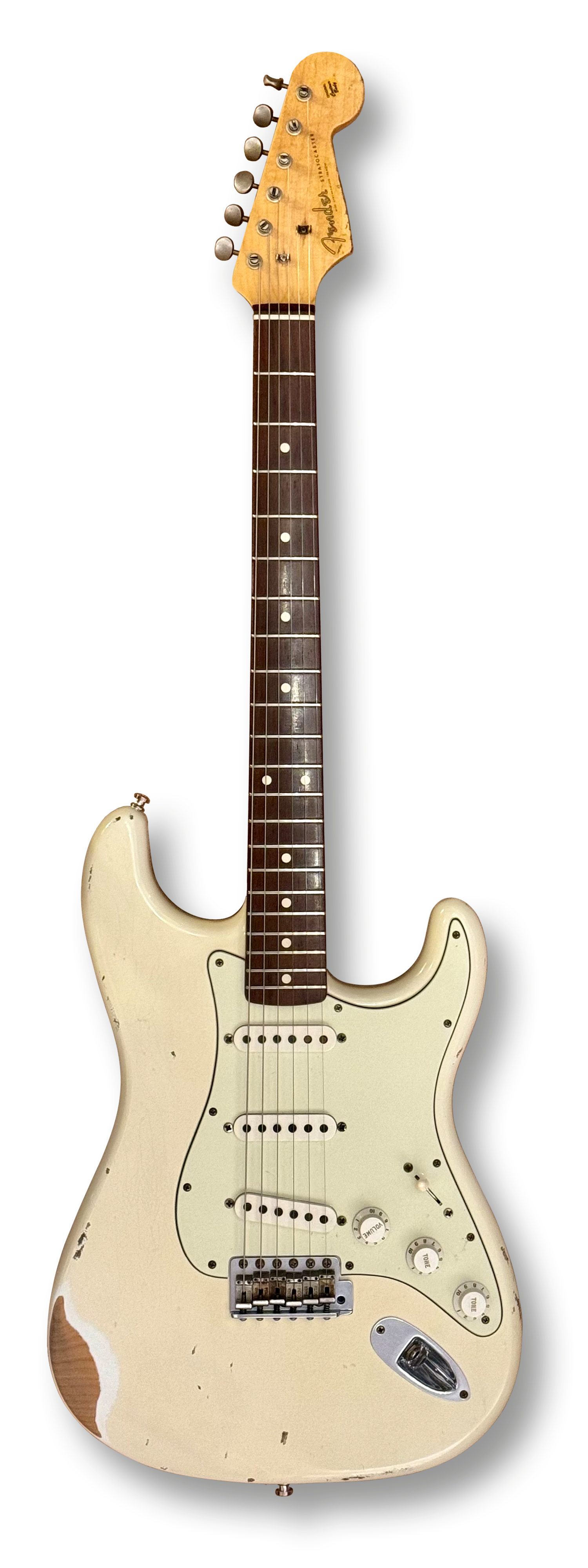
Fender Stratocaster класична гітара з суцільним корпусом яка випускається з 1954 року до сьогодні

Музичний інструмент із суцільним корпусом — це струнний інструмент, наприклад гітара, бас або скрипка, виготовлений без звичайної резонаторного корпусу та покладається на електромагнітну систему звукознімача для безпосереднього визначення вібрації струн. Ці інструменти зазвичай підключаються до інструментального підсилювача та гучномовця, щоб їх було чутно. Інструментам із суцільним корпусом надають перевагу в ситуаціях, коли акустичний зворотний зв'язок інакше може бути проблемою, і вони за своєю суттю менш дорогі у виготовленні та більш міцні, ніж акустичні електричні інструменти.
Впізнавані міцні інструменти — електрогітара та електробас, розроблені в 1930-х роках. Поширені породи деревини, які використовуються для виготовлення міцних інструментів: ясен, вільха, клен, червоне дерево, корина, ялина, палісандр і чорне дерево. Перші дві породи складають більшість електрогітар з твердим корпусом.

## Схожість
Суцільнокорпусні інструменти мають деякі ті ж особливості, що й акустичні струнні інструменти. Як і типовий струнний інструмент, вони мають гриф з тюнерами для струн і бридж. Гриф — це шмат дерева, розміщений на верхній поверхні грифа, що тягнеться від пера до корпусу. Струни проходять над грифом. Деякі грифи мають лади або планки, до яких притискаються струни. Це дозволяє музикантам зупиняти струну в одному місці. Для виготовлення грифа зазвичай використовують чорне дерево, палісандр і клен.